# Willy Zeyn Film
Die Willy Zeyn Film GmbH war eine deutsche Filmgesellschaft mit Sitz in München. Die Gründung erfolgte 1948 noch während der Besatzungszeit durch Willy Zeyn. Bekannt wurden vor allem die auf Vico Torriani, Fred Bertelmann oder Chris Howland zugeschnittenen Musikfilme sowie mehrere Kriegsfilme. Der Niedergang des Union-Filmverleihs zog 1960 auch das Ende der Filmproduktion nach sich.

## Spielfilme
- 1949: Krach im Hinterhaus
- 1950: Der Theodor im Fußballtor
- 1951: Eva und der Frauenarzt
- 1951: Hanna Amon
- 1953: Der Kaplan von San Lorenzo
- 1953: Straßenserenade
- 1953: Ich und Du
- 1954: Gitarren der Liebe
- 1956: Santa Lucia
- 1957: Siebenmal in der Woche
- 1957: Haie und kleine Fische
- 1957: Träume von der Südsee
- 1958: Der lachende Vagabund
- 1958: Das Mädchen mit den Katzenaugen
- 1959: Nick Knattertons Abenteuer
- 1959: Tausend Sterne leuchten
- 1959: Das blaue Meer und Du
- 1960: Strafbataillon 999
- 1960: Das hab’ ich in Paris gelernt
- 1960: Division Brandenburg
- 1960: Gauner-Serenade